# الضيعات الفلاحية (المغرب)
المناطق الزراعية هي أكبر شركة للصناعات الزراعية في المغرب . الشركة تابعة لسيجير القابضة ، والشركة القابضة التي يملكها الملك محمد السادس  وفقًا للتقارير ، تسيطر الشركة على 12000 هكتار من الأراضي في المغرب.
بين عامي 1967 و 1999 ، كانت الشركة بإدارة الفرنسي جان سولديني. 